# 銀鱈
裸蓋魚（學名：Anoplopoma fimbria）又名裸頭魚、銀鱈，是裸蓋魚屬的唯一物種，屬鱸形目黑鮋科，经常被与真正的鳕鱼混为一谈，但市價更高。

## 分布
本魚分布於北太平洋，包括日本北部、勘察加半島的白令海海岸、阿拉斯加、加利福尼亞州等海域。一般栖于近底层（水深0-2740米），属冷水性底栖鱼类。

## 特徵
本魚體相當延長而稍側扁，呈圓筒形。頭尖形；口中大，上頜略長於下頜。齒細小，呈齒帶，上下頜、鋤骨、腭骨均具齒。頭部及身體均被弱小圓鱗。背鰭分離，具有硬棘19至27枚、軟條15至19枚；臀鰭硬棘3枚、軟條15至19枚；尾鰭深叉型。體背深藍灰色或綠灰色；體腹灰色或淡色；除第一背鰭後，各鰭均具有黑色外緣。體長可達120公分。

## 生態
冷水域之深海魚類，本魚卵為大洋性漂浮卵，隨著成長逐漸由水表面而不斷遷移至較深水域。雜食性，大都以蝦、蠕蟲或小魚為食。

## 經濟利用
食用魚，一般皆以煙薰食之。其肝具有豐富的維他命A及D。在中国大陆市场上被以“鳕鱼”的名称出售。